# 各務原市産業文化センター
各務原市産業文化センター（かかみがはらしさんぎょうぶんかセンター）は、岐阜県各務原市にある各務原市が運営する公共施設。
各務原市役所の北、約150mにある。

## 概要
1993年（平成5年）竣工。地上8階地下1階建て。
1階は多目的ホールの「あすかホール」。防災センター、国際交流センターなどがある。
3階には各務原商工会議所、4階には西ライフデザインセンター（公民館）がある。
6・7階は各務原市役所北庁舎となっており、商工振興課、観光交流課、農政課、文化財課などがある。
8階は、展望フロアとレストランがある。
かつて、ここには川崎病院（公立学校共済組合東海中央病院の前身）があった。1977年（昭和52年）に移転後、建物は各務原市保健文化会館として使用されていた。

## 施設概要
6階・7階は各務原市役所北庁舎。

### 1階
- 商工振興センター
- 施設振興公社
- あすかホール
- かかみがはら21プラザ
- 特別・小会議室
- エントランスホール
- 防災センター

### 2階
- 商工振興センター
- 会議室

### 3階
- 職員研修室
- 各務原商工会議所

### 4階
- 西ライフデザインセンター
  - 学習室
  - 会議室
  - 和室
  - 料理室
  - 工作室

### 5階
- 結婚相談所
- 各務原市歯科医師会
- 各務原青年会議所
- 各務原ライオンズクラブ
- 各務原商工会議所
- 各務原ロータリークラブ
- 国際ソロプチミストかかみ野
- 各務原中央ロータリークラブ
- 岐阜労働基準協会各務原支部
- 公益社団法人各務原市シルバー人材センター
- 各務原市地域職業相談室（シティハローワーク各務原）

### 6階
- 産業政策室
- 商工振興課
- 観光交流課
- 国際交流サロン
- いきいき楽習課
- 農政課
- まちづくり推進課 - 2023年11月6日から各務原市役所低層棟2階に移転予定。
- 会議室

### 7階
- 教育委員会事務局総務課
- 学校教育課
- 青少年教育課
- 文化財課
- スポーツ課
- 少年センター
- 選挙管理委員会事務局
- 会議室

### 8階
- 健康管理課新型コロナウイルスワクチン接種対策室
- 特別会議室
- 展望ロビー
- 展望レストラン（ぶるうすかい）

## 所在地
- 岐阜県各務原市那加桜町2丁目186番地

## アクセス

### 道路（自家用車）
- 国道21号「那加大東町」交差点より北へ。

### 公共交通機関
- 名鉄各務原線 各務原市役所前駅から徒歩ですぐ。
- 各務原市ふれあいバス 那加・蘇原・稲羽・川島線「各務原市役所前駅」バス停下車、徒歩ですぐ。
- 岐阜バスイオン各務原線「各務原市役所前駅」バス停下車、徒歩ですぐ。